# Collidosuchus
Collidosuchus és un gènere d'amfibi temnospòndil extint que va viure durant el període Permià en el que avui és Rússia. El gènere està inclòs dins de la família Archegosauridae. Fou descrit l'any 1997 per Y. M. Gubin i publicat a Skull morphology of Archegosaurus decheni Goldfuss (Amphibia, Temnospondyli) from the Early Permian of Germany. Alcheringa 21(2):103-121.